# Dioscorea buckleyana
Dioscorea buckleyana är en enhjärtbladig växtart som beskrevs av Paul Wilkin. Dioscorea buckleyana ingår i släktet Dioscorea och familjen Dioscoreaceae. Inga underarter finns listade i Catalogue of Life.